# طائر الطنان
طائر الطنان (بالإنجليزية: Hummingbird)‏ هو فيلم حركة أُصدر في المملكة المتحدة والولايات المتحدة سنة 2013.

## طاقم التمثيل
- جيسون ستاثام
- أجاتا بيوسيك
- فيكى مكلير
- بندكت ونج
- جير رايان
- يوسف كركور
- أنتونى موريس

## القصة
تدور القصة حول جندي العمليات الخاصة واسمه “جوى” والذي كان في جوله في أفغانستان وهو جندي سابق في قوات المارينز في المملكة المتحده والذي كان يعمل في مجال الجريمة الجنائية، وبعد عودته من أفغانستان يجد ان هنالك حرب أخرى بانتظاره وهي العيش في شوارع لندن من غير منزل ولا مأوى، بهدف تجديد حياته يقوم “جوي” وذلك بعد تعرضه للضرب والاهانه من قبل أحد العصابات في زاويه إحدى الشوارع في لندن، يقوم “جوي” باقتحام شقة أحد الرجال بهدف سرقة هويته كما أنه كان يسعى للحصول على المساعدة من فتاة شابه تعمل كراهبة واسمها “كريستينا” , رغم صعوبه الحياة يطلبه التدريب العسكري لواجهة مشكله قديمة فيجد “جوي” نفسه متورط في عدة جرائم في لندن والعديد من أعمال الظلم، لكنه كان يقدم المساعدة وارباحه من الاحتيال والسرقات إلى الذين هم احوج إليها من الناس الفقراء، لكن تسوء حياة جوي عندما يتم قتل صديقه على يد أحد القتلة، وسامه ماكس فوريستر، وهنا يبدا جوي في أعمال الانتقام بكافه اشكاله، ليس فقط لكي ينتقم من الذي قتل صديقه بوحشيه ولكن على امل ان يستعيد ذاته.

## الميزانية والإيرادات
بلغت تكلفة إنتاج الفيلم حوالي 20 مليون دولار، بينما حقق أرباحاً تقدر بـ 4,762,040 دولار.

## عن الفلم
تم تقييم الفلم على موقع IMDB ب 6.2/10  وحصل على موقع Rotten Tomatoes بنسبة 48% 

## روابط خارجية
- طائر الطنان على موقع IMDb (الإنجليزية)
- طائر الطنان على موقع ميتاكريتيك (الإنجليزية)
- طائر الطنان على موقع نتفليكس (الإنجليزية)
- طائر الطنان على موقع قاعدة بيانات الأفلام العربية
- طائر الطنان على موقع ألو سيني (الفرنسية)
- طائر الطنان على موقع أول موفي (الإنجليزية)
- طائر الطنان على موقع بوكس أوفيس موجو (الإنجليزية)
- طائر الطنان على موقع فيلمافينيتي (الإسبانية)
- طائر الطنان على موقع قاعدة بيانات الفيلم (الإنجليزية)
- طائر الطنان على موقع ليتربوكسد (الإنجليزية)